# 翁の文
『翁の文』（おきなのふみ）は、江戸時代中期の大坂の思想家である富永仲基の著書。名前も分からない翁からの聞き書きを全編引用し、仲基の感想をはさむという形・趣向になっているが、序以外の本文全16節は仲基が和文体で書いたもので、延享3年（1746年）に大坂で刊行された。全1巻。『翁の文』に関する江戸時代の学者による言及はほぼ無い。
儒教・仏教・神道を唱えて争う当代の学者を否定し、各国はそれぞれの国情に応じた教えを奉じるべきだとする。日本においては「誠の道」を道とすべきだとするが、これは儒教の実践道徳に近いものと考えられる。
翻刻として石浜純太郎・水田紀久・大庭脩校注「翁の文」『日本古典文學大系 97 近世思想家文集』所収他があり、現代語訳として中央公論社刊『日本の名著 18』所収の楢林忠男訳がある。